# Utica (South Carolina)
Utica is een plaats (census-designated place) in de Amerikaanse staat South Carolina, en valt bestuurlijk gezien onder Oconee County.

## Demografie
Bij de volkstelling in 2000 werd het aantal inwoners vastgesteld op 1322.

## Geografie
Volgens het United States Census Bureau beslaat de plaats een oppervlakte van
3,5 km², geheel bestaande uit land.

## Plaatsen in de nabije omgeving
De onderstaande figuur toont nabijgelegen plaatsen in een straal van 16 km rond Utica.